# Wild Country (film, 2005)
Pour les articles homonymes, voir Wild Country.
Pour plus de détails, voir Fiche technique et Distribution.
Wild Country est un film britannique, sorti en 2005.

## Fiche technique
- Titre : Wild Country
- Réalisation : Craig Strachan
- Scénario : Craig Strachan
- Pays d'origine : Royaume-Uni
- Genre : horreur
- Durée : 67 min
- Dates de sortie : 2005

## Distribution
- Martin Compston : Lee
- Peter Capaldi : Père Steve
- Samantha Shields : Kelly Ann
- Alan McHugh : Shepherd
- Kevin Quinn : David Eadie